# 아이소사이안화 수소
아이소사이안화 수소(hydrogen isocyanide)는 맹독의 무색 기체이다. 탄소를 중심으로 결합된 사이안화 수소(HCN)와 달리 질소를 중심으로 결합된 아이소사이안화 수소(HNC)는 HCN보다 3920 cm-1 (46.9 kJ / mol) 높은 에너지를 가지고 있다.